# Zomnogo-Mossi
Pour les articles homonymes, voir Zomnogo (homonymie).
Ne doit pas être confondu avec Zomnogo-Peulh.
Zomnogo-Mossi est une localité située dans le département de Boulsa de la province du Namentenga dans la région Centre-Nord au Burkina Faso. 

## Éducation et santé
Jusqu'en 2020, le centre de soins le plus proche de Zomnogo-Mossi était le centre de santé et de promotion sociale (CSPS) de Boulsa. En janvier 2020, Souleylane Zidnaba, président de Zidnaba Industrie, fait le don au village de Zomnogo-Mossi d'un collège d'enseignement général (CEG) de quatre classes et d'un CSPS lors d'une cérémonie en présence du Ministre de l'Éducation nationale, Stanislas Ouaro, du ministre d'État chargé de l'administration territoriale, Siméon Sawadogo, et des autorités du village. Le centre médical avec antenne chirurgicale (CMA) de la province se trouve en revanche à Boulsa.